# Claes Falkenberg (1828–1892)
Claes August Falkenberg af Trystorp, född 24 oktober 1828 i Lagmansö, Södermanland, död 12 juni 1892 Skedevi Säteri, Södermanland, var en svensk friherre, officer och hovman. Han tjänstgjorde som kammarherre hos änkedrottning Josefina, överstekammarjunkare vid svenska hovet samt ceremonimästare i survivans vid Kungl. Maj:ts Orden. Claes Falkenberg var far till översten friherre August Falkenberg och gift med filantropen friherrinna Louise Falkenberg.

## Karriär

### Militärt
Falkenberg blev 1843 kadett vid Krigsakademien på Karlberg och tog examen därifrån 1849. Strax därefter fick han anställning hos flottan med graden sekundlöjtnant. Falkenberg deltog i fregatten Eugenies världsomsegling 1851–1853, den första någonsin för ett svenskt örlogsfartyg. År 1858 befordrades han till premiärlöjtnant som motsvarar dagens löjtnant. Falkenberg tog avsked från det militära 1861.

### Hovet
Falkenberg började tjänstgöra som kammarherre hos änkedrottning Josefina 1864 där han var fram till änkedrottningens död 1876. År 1870 blev han intendent vid Tullgarns lustslott och 1888 överstekammarjunkare vid hovet. År 1849 blev Falkenberg ceremonimästare i survivans vid Kungl. Maj:ts Orden. I samband med detta utnämndes han till kommendör av 1:a klassen av Nordstjärneorden, en orden han tidigare varit riddare av.

## Familj
Claes Falkenberg tillhörde den friherrliga ätten Falkenberg af Trystorp, nr 255. Han var son till kammarherren friherre Conrad Gabriel Falkenberg (1787–1858) och friherrinnan Henrietta Constantia Stierncrona (1792–1861). Hans farfars far var friherre Gabriel Falkenberg af Trystorp (1716–1782) och farfars farfars friherre Gabriel Henriksson Falkenberg (1685–1756). Falkenberg gifte sig första gången 20 maj 1869 i Stäringe med Augusta Adelswärd, i ett äktenskap där han fick fem söner, inklusive översten friherre August Falkenberg (1856–1934), och en dotter. Falkenberg gifte sig sen en andra gång 16 maj 1883 i Stockholm med Louise Ekman (1849–1934). De fick en dotter tillsammans.

## Utmärkelser
- Riddare av Kungl. Nordstjärneorden, 13 juni 1873.[1]
- Kommendör av 1:a klassen av Kungl. Nordstjärneorden, 24 november 1890.[2]